# CAPES de lettres
Le certificat d’aptitude au professorat de l’enseignement du second degré (dit CAPES) section lettres (externe, interne et troisième concours), est un concours organisé pour recruter les professeurs certifiés enseignant le français et les langues anciennes dans les établissements scolaires du second degré (collèges et lycées) français.
Les candidats des concours externe et interne ont le choix au moment de l’inscription entre les options lettres classiques et lettres modernes. Les candidats des deux options sont classés sur deux listes distinctes, aussi bien à l’admissibilité qu’à l’admission.
Le CAPES de lettres est issu de la fusion entre le CAPES de lettres classiques et le CAPES de lettres modernes. Sa première session eut lieu en 2014 et sa dernière en 2018, date à laquelle les deux CAPES de lettres classiques et de lettres modernes sont rétablis par un arrêté publié au Journal officiel, même s’il y a peu de modifications dans les épreuves.

## Concours externe
Le programme des épreuves est le programme des collèges et des lycées.
Les candidats ayant choisi l’option lettres modernes ont pour la seconde épreuve orale le choix au moment de l’inscription entre :
- Latin
- Littérature et langue françaises
- Français langue étrangère et français langue seconde
- Théâtre
- Cinéma

### Épreuves d’admissibilité
| Épreuve | Durée | Coefficient |
| 1. Composition française | 6 h   | 1           |
| 2. Option lettres classiques : épreuve de latin et de grec Option lettres modernes : étude grammaticale de textes de langue française | 6 h   | 1           |

### Épreuves d’admission
| Épreuve | Préparation | Durée                                       | Coefficient |
| 1. Épreuve de mise en situation professionnelle : explication de texte et question de grammaire | 3 h         | 1 h explication : 0 h40 entretien : 0 h 20  | 2           |
| 2. Analyse d'une situation professionnelle : Option lettres classiques : Langues et cultures de l’Antiquité Option lettres modernes : au choix entre : Latin • Littérature et langue françaises • Français langue étrangère et français langue seconde • Théâtre • Cinéma | 3 h         | 1 h explication : 0 h 30 entretien : 0 h 30 | 2           |

## Concours interne
Le programme des épreuves est le programme des collèges et des lycées.

### Épreuve d’admissibilité
| Épreuve         | Durée | Coefficient |
| 1. Dossier RAEP | N/A   | 1           |

L’arrêté du 28 décembre 2009 fixant les sections et les modalités d’organisation des concours du certificat d’aptitude au professorat de l'enseignement professionnel donne les modalités de cette épreuve :
« Le dossier de reconnaissance des acquis de l’expérience professionnelle comporte deux parties.
Dans une première partie (2 pages dactylographiées maximum), le candidat décrit les responsabilités qui lui ont été confiées durant les différentes étapes de son parcours professionnel, dans le domaine de l'enseignement, en formation initiale (collège, lycée, apprentissage) ou, le cas échéant, en formation continue des adultes.
Dans une seconde partie (6 pages dactylographiées maximum), le candidat développe plus particulièrement, à partir d’une analyse précise et parmi ses réalisations pédagogiques dans la discipline concernée par le concours, celle qui lui paraît la plus significative, relative à une situation d’apprentissage et à la conduite d’une classe qu’il a eue en responsabilité, étendue, le cas échéant, à la prise en compte de la diversité des élèves, ainsi qu’à l’exercice de la responsabilité éducative et à l’éthique professionnelle. Cette analyse devra mettre en évidence les apprentissages, les objectifs, les progressions ainsi que les résultats de la réalisation que le candidat aura choisie de présenter.
Le candidat indique et commente les choix didactiques et pédagogiques qu'il a effectués, relatifs à la conception et à la mise en œuvre d’une ou de plusieurs séquences d’enseignement, au niveau de classe donné, dans le cadre des programmes et référentiels nationaux, à la transmission des connaissances, aux compétences visées et aux savoir-faire prévus par ces programmes et référentiels, à la conception et à la mise en œuvre des modalités d’évaluation, en liaison, le cas échéant, avec d’autres enseignants ou avec des partenaires professionnels. Peuvent également être abordées par le candidat les problématiques rencontrées dans le cadre de son action, celles liées aux conditions du suivi individuel des élèves et à l’aide au travail personnel, à l’utilisation des technologies de l’information et de la communication au service des apprentissages ainsi que sa contribution au processus d’orientation et d’insertion des jeunes. »

### Épreuve d’admission
| Épreuve                                                             | Préparation | Durée                                     | Coefficient |
| 1. Épreuve professionnelle : Analyse d’une situation d’enseignement | 2 h 30      | 1 h 20 exposé : 0 h 40 entretien : 0 h 40 | 2           |

L’arrêté du 19 avril 2013 fixant les modalités d’organisation des concours du certificat d’aptitude au professorat du second degré donne les modalités de cette épreuve :
« Le jury propose au candidat un dossier de nature professionnelle et précise le niveau d’enseignement (collège ou lycée) auquel la situation d’enseignement doit être abordée. L’épreuve consiste à élaborer, pour un niveau donné et à partir d’un dossier comportant un ou plusieurs textes littéraires éventuellement accompagnés d’un ou de plusieurs documents, un projet de séquence d’enseignement assorti de l’explication d’un texte de langue française choisi par le jury. La méthode d’explication est laissée au choix du candidat. La séquence devra comporter une séance d’étude de la langue. L’exposé est suivi d’un entretien qui a pour base la situation d’enseignement proposée et est étendu à certains aspects de l’expérience professionnelle du candidat. »

## Troisième concours
Le programme des épreuves est le programme des collèges et des lycées.

### Épreuves d’admissibilité
| Épreuve                  | Durée | Coefficient |
| 1. Composition française | 6 h   | 1           |

### Épreuves d’admission
| Épreuve                                                                                         | Préparation | Durée                                       | Coefficient |
| 1. Épreuve de mise en situation professionnelle : explication de texte et question de grammaire | 3 h         | 1 h explication : 0 h 40 entretien : 0 h 20 | 1           |

## Statistiques

### Concours externe
| Concours                               | Postes | Inscrits | Présents | Admissibles | Admis | Admis/présents |
| -------------------------------------- | ------ | -------- | -------- | ----------- | ----- | -------------- |
| Lettres option lettres classiques 2020 | 145    | 197      | 87       | ?           | 63    | 72,41 %        |
| Lettres option lettres modernes 2020   | 835    | 3 109    | 1 648    | ?           | 835   | 50,67 %        |
| Lettres option lettres classiques 2019 | 145    | 211      | 108      | 81          | 63    | 58,33 %        |
| Lettres option lettres modernes 2019   | 843    | 3 436    | 1 812    | 1 362       | 843   | 46,52 %        |
| Lettres option lettres classiques 2018 | 183    | 257      | 137      | 105         | 80    | 58,39 %        |
| Lettres option lettres modernes 2018   | 1 040  | 3 510    | 1 847    | 1 399       | 1 040 | 56,31 %        |
| Lettres option lettres classiques 2017 | 230    | 266      | 141      | 105         | 85    | 60,28 %        |
| Lettres option lettres modernes 2017   | 1 288  | 3 799    | 1 962    | 1 531       | 1 137 | 57,95 %        |
| Lettres option lettres classiques 2016 | 230    | 233      | 123      | 101         | 68    | 55,28 %        |
| Lettres option lettres modernes 2016   | 1 316  | 3 515    | 1 937    | 1 469       | 1 079 | 55,70 %        |
| Lettres option lettres classiques 2015 | 230    | 246      | 142      | 117         | 89    | 62,68 %        |
| Lettres option lettres modernes 2015   | 1 310  | 3 261    | 1 853    | 1 466       | 1 113 | 60,06 %        |
| Lettres option lettres classiques 2014 | 200    | 265      | 153      | 125         | 99    | 64,71 %        |
| Lettres option lettres modernes 2014   | 1 070  | 3 453    | 2 070    | 1 379       | 886   | 42,80 %        |

### Concours interne
| Concours                               | Postes | Inscrits | Présents | Admissibles | Admis | Admis/présents |
| -------------------------------------- | ------ | -------- | -------- | ----------- | ----- | -------------- |
| Lettres option lettres classiques 2018 | 19     | 66       | 20       | 14          | 7     | 35,00 %        |
| Lettres option lettres modernes 2018   | 123    | 1 198    | 553      | 279         | 123   | 22,24 %        |
| Lettres option lettres classiques 2017 | 17     | 73       | 24       | 18          | 7     | 29,17 %        |
| Lettres option lettres modernes 2017   | 119    | 1 423    | 658      | 281         | 119   | 18,09 %        |
| Lettres option lettres classiques 2016 | 17     | 69       | 28       | 31          | 15    | 31,25 %        |
| Lettres option lettres modernes 2016   | 111    | 1 437    | 694      | 252         | 111   | 15,99 %        |
| Lettres option lettres classiques 2015 | 16     | 78       | 40       | 30          | 15    | 37,50 %        |
| Lettres option lettres modernes 2015   | 111    | 1 497    | 771      | 247         | 111   | 14,40 %        |
| Lettres option lettres classiques 2014 | 15     | 101      | 48       | 31          | 15    | 31,25 %        |
| Lettres option lettres modernes 2014   | 99     | 1 665    | 760      | 255         | 99    | 13,03 %        |

### Troisième concours
| Concours                             | Postes | Inscrits | Présents | Admissibles | Admis | Admis/présents |
| ------------------------------------ | ------ | -------- | -------- | ----------- | ----- | -------------- |
| Lettres option lettres modernes 2018 | 51     | 525      | 141      | 93          | 51    | 36,17 %        |
| Lettres option lettres modernes 2017 | 51     | 521      | 133      | 85          | 51    | 38,35 %        |
| Lettres option lettres modernes 2016 | 41     | 447      | 117      | 77          | 41    | 35,04 %        |
| Lettres option lettres modernes 2015 | 35     | 312      | 89       | 49          | 30    | 33,71 %        |
| Lettres option lettres modernes 2014 | 20     | 395      | 101      | 59          | 20    | 19,80 %        |